# Рожинская, Палина
Полина Игоревна Рожинская (Рожински) (немецкий: Palina Rojinski) — немецкая телеведущая, актриса, модель и DJ российского происхождения.

## Биография
Палина Рожински родилась 21 апреля 1985 года в Ленинграде. Отец Рожински — еврей, мать — русская. Весной 1991 года семья переехала из Ленинграда в Берлин.
С 2009 по 2011 года вела MTV Home на MTV Germany, и с 2011 года ведет различные музыкальные программы на VIVA Germany. Начиная с 2012 года является моделью Otto GmbH и Adidas.

## Фильмография
Фильмография: год, название:
- 2009: Мужчины в большом городе
- 2011: Hotel Desire
- 2011: Woman in Love
- 2011: Мужчины в большом городе 2
- 2012: Иисус любит меня
- 2015: Идеальные женщины
- 2016: Добро пожаловать к Хартманам
- 2019: Если повезёт
- 2020: Ночная жизнь